# Agente limpiador
Los agentes limpiadores o limpiadores de superficies duras son sustancias (generalmente líquidos, polvos, aerosoles o gránulos) que se utilizan para eliminar la suciedad, incluidos el polvo, las manchas, los malos olores y el desorden en las superficies. Los propósitos de los agentes de limpieza incluyen la salud, la belleza, eliminan los olores desagradables y evitan la propagación de suciedad y contaminantes a uno mismo y a los demás. Algunos agentes de limpieza pueden matar las bacterias (por ejemplo, las bacterias de los tiradores de las puertas, así como las bacterias de las encimeras y otras superficies metálicas) y limpiar al mismo tiempo. Otros, llamados desengrasantes, contienen solventes orgánicos para ayudar a disolver los aceites y grasas.

## Ácido
Los agentes de limpieza ácidos se utilizan principalmente para eliminar depósitos inorgánicos como incrustaciones. Los ingredientes activos son normalmente ácidos minerales fuertes y quelantes. A menudo, se agregan al ácido tensioactivos e inhibidores de la corrosión.
El ácido clorhídrico es un ácido mineral común que se usa normalmente para el hormigón. El vinagre también se puede utilizar para limpiar superficies duras y eliminar los depósitos de calcio que también ayudan a mantener nuestro medio ambiente libre de bacterias. El ácido sulfúrico se utiliza en limpiadores de desagües ácidos para desbloquear tuberías obstruidas al disolver grasas, proteínas e incluso sustancias que contienen carbohidratos, como papel higiénico.

## Alcalino
Los agentes de limpieza alcalinos contienen bases fuertes como hidróxido de sodio o hidróxido de potasio. La lejía (PH 12) y el amoníaco (PH 11) son agentes limpiadores alcalinos comunes. A menudo, se agregan al agente alcalino dispersantes, para evitar la redeposición de la suciedad disuelta, y quelantes, para atacar el óxido.
Los limpiadores alcalinos pueden disolver grasas (incluida la grasa), aceites y sustancias a base de proteínas.

## Neutral
Los agentes de lavado neutros tienen un PH neutro y se basan en tensioactivos no iónicos que dispersan diferentes tipos.

## Desengrasantes
Los agentes de limpieza fabricados especialmente para eliminar la grasa se denominan desengrasantes. Estos pueden ser a base de disolvente o contener disolvente y metamórficos.

## Agentes abrasivos
Los agentes de limpieza son mezclas de los productos químicos de limpieza habituales (tensioactivos, suavizantes de agua) y polvos abrasivos. El polvo abrasivo debe tener un tamaño de partícula uniforme.
Las partículas suelen tener un tamaño inferior a 0.05 mm. La piedra pómez, el carbonato de calcio (piedra caliza, tiza, dolomita), caolinita, cuarzo, esteatita o talco se utilizan a menudo como abrasivos, es decir, agentes de pulido.
Los polvos blanqueadores especiales contienen compuestos que liberan hipoclorito de sodio, el clásico blanqueador doméstico. Estos agentes precursores incluyen ácido tricloroisocianúrico y mezclas de hipoclorito de sodio ("ortofosfato clorado").
Ejemplos de productos notables incluyen: Ajax, Bar Keepers Friend, Bon Ami, Comet, Vim, Zud y otros.

## Tipos

### Limpiadores de horno
Los limpiadores de hornos tradicionales contienen hidróxido de sodio (lejía), solventes y otros ingredientes, y funcionan mejor cuando se usan en un horno ligeramente tibio (no caliente). Si se usa en un horno autolimpiante, la lejía causará daños permanentes al horno.
Los limpiadores de horno de nuevo estilo se basan en ingredientes distintos a la lejía. Estos productos deben utilizarse en horno frío. La mayoría de los limpiadores de hornos de estilo nuevo se pueden usar en hornos autolimpiantes.
Los limpiadores de hornos son algunos de los productos de limpieza domésticos más tóxicos disponibles en el mercado. El uso correcto de un limpiador de hornos puede ser razonablemente seguro, pero el uso incorrecto puede causar intoxicación.
Una marca popular de limpiadores de hornos en los Estados Unidos es "Easy-Off", vendida por Reckitt Benckiser. Las opciones populares en el Reino Unido incluyen "Zep Oven Brite" y "Mr Muscle Oven Cleaner".

### Limpiadores multiusos

Fabuloso limpiador multiusos y limpiadores de superficies genéricos

Los limpiadores multiusos contienen mezclas de tensioactivos aniónicos y no iónicos, fosfatos poliméricos u otros agentes secuestrantes, disolventes, sustancias hidrotrópicas, compuestos poliméricos, inhibidores de corrosión, agentes protectores de la piel y, a veces, perfumes y colorantes. Ocasionalmente se agregan agentes aversivos, como el denatonio, a los productos de limpieza para disuadir a los animales y a los niños pequeños de consumirlos.
Algunos limpiadores contienen disolventes orgánicos solubles en agua como éteres de glicol y alcoholes grasos, que facilitan la eliminación de aceite, grasa y pintura. Los aditivos desinfectantes incluyen compuestos de amonio cuaternario, derivados de fenol, alcoholes terpénicos (aceite de pino), aldehídos y productos de condensación de aldehído-amina.
Los limpiadores multiusos suelen ser soluciones concentradas de tensioactivos y suavizantes de agua, que mejoran el comportamiento del tensioactivo en agua dura. Los tensioactivos típicos son alquilbencenosulfonatos, un detergente aniónico y alcoholes grasos modificados. Un ablandador de agua típico es el tripolifosfato de sodio.
Los limpiadores multiusos son eficaces con los tipos de suciedad más comunes. Sus soluciones diluidas son neutras o ligeramente alcalinas y son seguras para su uso en la mayoría de las superficies.

### Productos de limpieza para inodoros/higiene/desodorantes
La limpieza de la taza del inodoro a menudo tiene como objetivo eliminar los depósitos de carbonato de calcio, que son atacados por los ácidos. Los limpiadores en polvo contienen ácidos que vienen en forma de sales sólidas, como el hidrógeno sulfato de sodio. Los limpiadores líquidos para inodoros contienen otros ácidos, típicamente ácidos clorhídrico, fosfórico o fórmico diluidos. Estos convierten el carbonato de calcio en sales que son solubles en agua o que se eliminan fácilmente con el aclarado.

### Limpiadores de metales
Los limpiadores de metales se utilizan para limpiar fregaderos, grifos, molduras de metal, cubiertos, etc. de acero inoxidable. Estos productos contienen abrasivos (por ejemplo, tiza silícea, tierra de diatomeas, alúmina) con un tamaño de partícula <20 μm. Como tensioactivos se utilizan alcoholes grasos o alquilfenol poliglicol éteres con 7-12 unidades de óxido de etileno (OE).
Para los metales ferrosos, los limpiadores contienen agentes quelantes, abrasivos y tensioactivos. Estos agentes incluyen los ácidos cítrico y fosfórico, que no son agresivos. Los tensioactivos son habitualmente alcoholes grasos modificados. La limpieza de plata es una especialidad, ya que la plata es noble pero tiende a empañarse mediante la formación de sulfuro de plata negro, que se puede eliminar a través de complejos específicos de la plata como la tiourea.
Los limpiadores de acero inoxidable, níquel y cromo contienen ácido láctico, cítrico o fosfórico. Puede añadirse un disolvente (alcoholes minerales).
Los limpiadores de metales no ferrosos contienen amoníaco, jabones de amonio (oleato de amonio, estearato) y agentes quelantes (citrato de amonio, oxalato).

### Limpiacristales
Los limpiadores de superficies duras para trabajos livianos no están diseñados para manejar suciedad y grasa pesadas. Debido a que se espera que estos productos se limpien sin enjuagar y den un brillo sin rayas, no contienen sales. Los artículos típicos de limpieza de ventanas consisten en alcoholes, ya sea etanol o isopropanol, y tensioactivos para disolver la grasa. Otros componentes incluyen pequeñas cantidades de amoníaco, así como tintes y perfumes.
Estos están compuestos de un disolvente orgánico miscible en agua, como alcohol isopropílico y un detergente alcalino. Algunos limpiadores de vidrio también contienen un abrasivo suave y fino. La mayoría de los limpiavidrios están disponibles en forma de spray o líquido. Se rocían directamente sobre ventanas, espejos y otras superficies de vidrio o se aplican con un paño suave y se frotan con un trapo suave que no suelte pelusa. Un paño para vidrio ideal para el propósito y agua blanda a la que se le agrega un poco de alcohol metilado o vinagre, que es un limpiador de vidrio económico.
Los cubiertos pueden liberarse del deslustre de sulfuro de plata con tiourea y ácido clorhídrico o sulfúrico.

### Limpiadores de fachadas de edificios
Para las fachadas de edificios resistentes a los ácidos, como el ladrillo, normalmente se utilizan ácidos. Estos incluyen mezclas de ácidos fosfórico y fluorhídrico, así como tensioactivos. Para fachadas sensibles a los ácidos como el hormigón, se utilizan limpiadores fuertemente alcalinos como hidróxido de sodio y espesantes. Ambos tipos de limpiadores requieren un enjuague y, a menudo, un cuidado especial, ya que las soluciones son agresivas para la piel.

## Agentes de limpieza comunes
- Ácido acético (vinagre)
- Acetona (puede dañar los plásticos)
- Varias formas de alcohol, incluido el alcohol isopropílico o el alcohol frotador
- Hidróxido de amonio
- Nitrito de amilo y otros nitritos
- Bórax
- Hipoclorito de calcio (lejía en polvo)
- Dióxido de carbono
- Ácido crómico
- Ácido cítrico
- Freón (por ejemplo, diclorodifluorometano) (descontinuado en 1995 debido a daños en la capa de ozono)
- Jabón de agua salada (un jabón a base de potasio)
- Jabón o detergente
- Bicarbonato de sodio
- Hidróxido de sodio (lejía)
- Hipoclorito de sodio (lejía líquida)
- Perborato de sodio
- Percarbonato de sodio
- Tetracloroetileno (limpieza en seco)
- Fosfato trisódico
- Agua, el agente de limpieza más común, que es un solvente polar muy poderoso
- Xileno (puede dañar los plásticos)